# Nikon Z 6

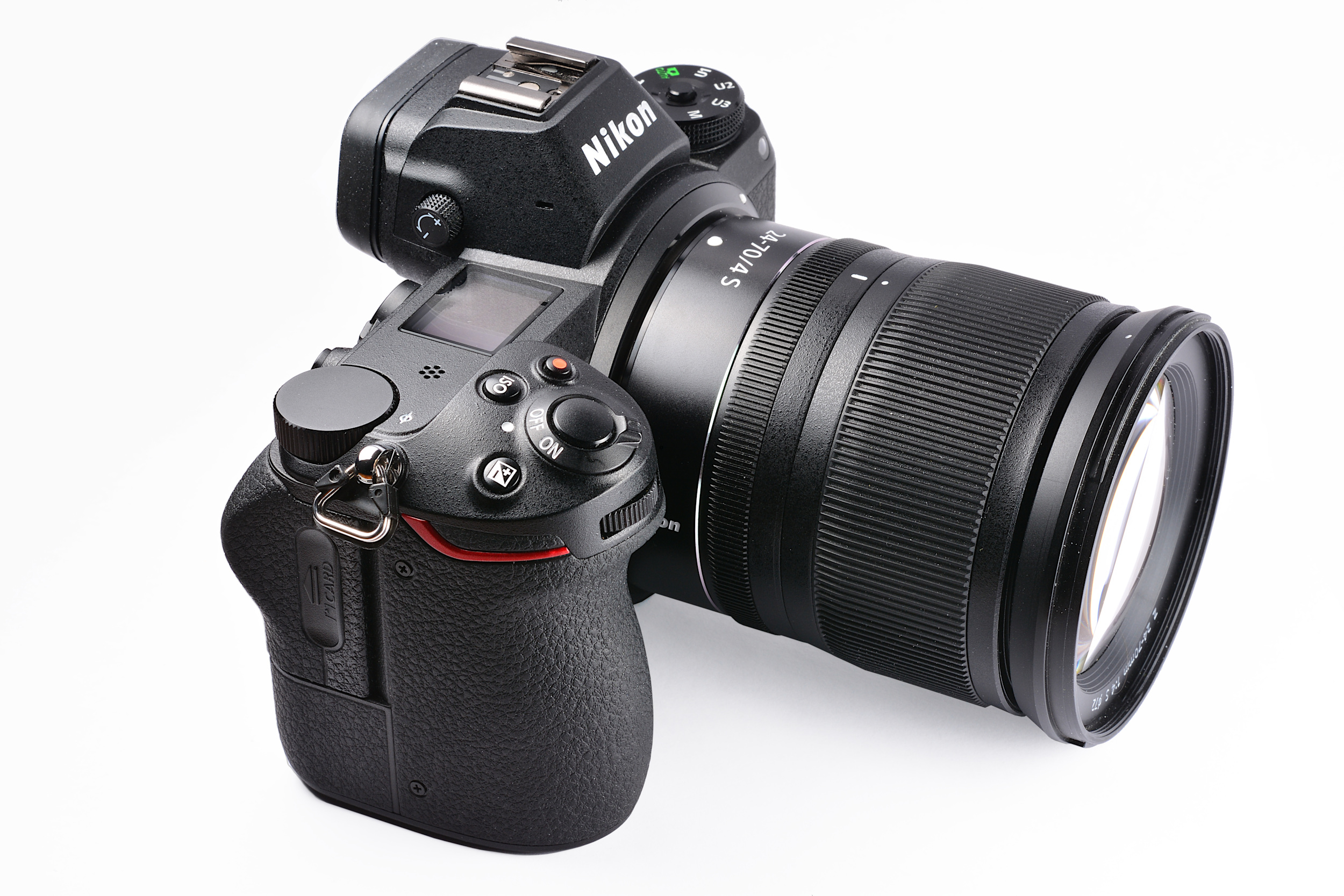
Nikon Z 6 s objektivem NIKKOR Z 24-70mm f/4 S

Nikon Z 6 je digitální bezzrcadlovka s Full frame snímačem a vyměnitelnými objektivy. Byla představena 23. srpna 2018 s předpokládaným uvolněním do prodeje v listopadu 2018. Používá nový úchyt objektivů Nikon Z-mount, akumulátory EN-EL15b a zaznamenává na paměťovou kartu XQD v jednom slotu. Do věcí, které postrádá, patří např. blesk na těle fotoaparátu. Díky bezzrcadlové mechanice je kompaktnější, má expoziční časy až 1/8000 s a hmotnost 675 g. Dá se říct, že se jedná o levnější verzi modelu Z 7 s menším rozlišením, méně ostřícími body, ale s vyšší nativní citlivostí a rychlejším průběžným snímáním.

## Vlastnosti
- senzor typu CMOS se zpětným osvětlením
- 24,28 megapixelů
- max. rozlišení 6048 × 4024
- nativní citlivost 100–51 200 ISO
- obrazový procesor Expeed 6
- Z-mount s průměrem 55 mm; možnost používat F-mount pomocí adaptéru
- přírubní vzdálenost (flange distance) 21 mm
- 273 ostřící body hybridního automatického zaostřování, pokrývající 90 % v hledáčku
- 5bodové zaostřování uvnitř těla
- průběžné snímkování 9 až 12 fps
- elektronický hledáček s 3,69 Mpx, prohlížecím úhlem 37° a 0,8× zvětšením
- zadní vyklopitelný displej o úhlopříčce 3,2" a 2,1 Mpx
- video: 1080p @ 120 fps, 4K @ 30 fps
- výstup na HDMI s 10bitovým barevně-složkovým přenosem
- USB typ C, mikrofonní vstupní jack 3,5 mm a audio výstup jack 3,5 mm
- bezdrátové formáty: 802.11 b,g,n,a,ac; Bluetooth LE a technologie SnapBridge
- 20 kreativních programů
- tělo váží 675 g a doporučená cena v Česku je 54 990 Kč[1]